# Артені
Артені (вірм. Արտենի) — село в марзі Арагацотн, на заході Вірменії. Село розташоване між селами Арагацаван (з північного заходу) і Каракерт (з південного сходу, яке розташоване вже в сусідньому марзі Армавір) на ділянці Армавір — Гюмрі залізниці Єреван — Тбілісі і на трасі Армавір — Гюмрі. Столиця розташована за 79 км на схід, друге за величиною місто Вірменії — Гюмрі розташоване за 73 км на північ, найближче великий місто — Армавір розташоване за 31 км на схід, а найближче місто Талін за 23 км на північний схід.
В селі є винний завод та залізнична станція. Залізничні колії на ділянці Артені — Арагац пройшли капітальний ремонт у 2009 р.
Клімат сухий та спекотний.